# Bigotomyia
Bigotomyia is een geslacht van insecten uit de familie van de echte vliegen (Muscidae), die tot de orde tweevleugeligen (Diptera) behoort.

## Soorten
- B. californiensis Malloch, 1923
- B. houghii (Stein, 1898)